# مرانخس
مرانخس (به اسپانیایی: Meranges) یک شهرستان در اسپانیا است که در Cerdanya واقع شده‌است.

## خصوصیات
مرانخس ۳۷٫۳۸ کیلومترمربع مساحت و ۹۳ نفر جمعیت دارد و ۱٬۵۳۹ متر بالاتر از سطح دریا واقع شده‌است.